# Gederams (art)
Gederams (Chamaenerion angustifolium) er en 40-150 centimeter høj urt, der vokser i skovlysninger, klithede og omkring bebyggelse.

## Beskrivelse
Gederams er en flerårig, urteagtig plante med en opret, bestanddannende vækst. Stænglerne er ugrenede, hårløse og svagt furede. Bladene sidder spredt og er kortstilkede og smalt lancetformede med hel, men bølget rand. Oversiden er mørkegrøn, mens undersiden er lysegrøn. Blomstringen sker i juli-august, hvor man finder blomsterne samlet i endestillede klaser. De enkelte blomster er 4-tallige og svagt uregelmæssige med rosenrøde kronblade. Frugterne er aflange kapsler med mange frø, der har frøhaler.
Rodsystemet består af en krybende jordstængel med et trævlet rodnet.
Højde x bredde og årlig tilvækst: 1,20 x 0,40 m (120 x 40 cm/år). Målene kan bruges til beregning af planteafstande i fx haver.

## Voksested
På bjerget Vysokaya i bjergkæden Sikhote-Alin, som ligger omkring 70 kilometer vest for kysten til det Japanske Hav, findes en halvarktisk vegetation. Her vokser arten i det nederste skovbælte sammen med eksempelvis Abies nephrolepis (en art af ædelgran), fjerbregne, skovstjerne, strudsvinge, Betula lanata (en art af birk), finsk rose, gul klokkebusk, jessogran, kamæleonbusk, Sambucus sibirica (en art af hyld), skovpadderok, Sorbus amurensis (en art af røn), trenervet snerre, tyttebær og østsibirisk lærk.

## Udbredelse
Gederams er udbredt i Mellemøsten (Lilleasien til Iran), Europa (Island til Rusland), Centralasien (Uralbjergene til Kamtjatka) og Nordamerika (Grønland til Colorado), og arten vokser på hele den skandinaviske halvø og i Danmark. I Norge er planten udbredt helt mod nord til Finnmark. I Danmark er den meget almindelig og kendt fra hele landet.  Arten er knyttet til lysåbne voksesteder på en svagt fugtig og sur bund, men med et højt indhold af næringsstoffer.

## Anvendt som mad
På russisk hedder gederams ivan-tjaj (Ivan-te eller Johannes-te) og blev i uår anvendt til at koge suppe på. Den norske Gulag-fange Osvald Harjo fortalte, at fangerne fik serveret gederams-suppe helt frem til 1948. Planten er så jernholdig, at skeen, tænder og tunge bliver helt sorte. I Pravda blev Stalin afbildet, mens han spiste gederams-suppe.
Derudover er planten blevet associeret med kulturarven for finsk-ugriske og østrussiske folkeslag, eksempelvis madretten tolkusha som del af korjakkernes ofringsritualer. Dens stængel er blevet tilberedt ligesom asparges, mens bladene brugt til at lave fermenteret te. Under hungersnød er roden tørret som melerstatning, men ellers er roden ikke anvendt som kulturel praksis. Det er eksempelvis grundet fejloversættelser af værker fra 1700-tallet påstået, at roden blev fermenteret ved en form for ølbrygning.
De tørrede blade af gederams anvendtes som teerstatning under begge verdenskrige. 
Pink saftevand eller sirup baseret på kogning af gederamsens blomster er blevet populært indenfor det nye nordiske køkken.

## Galleri
- Vækstform.
- Blade.
- Rodsystem.
- Blomst.
- Frøstand.
- Frø.

| Portal | Portal:Botanik |